# Liste der denkmalgeschützten Objekte in Dimbach (Oberösterreich)
Die Liste der denkmalgeschützten Objekte in Dimbach enthält die 3 denkmalgeschützten, unbeweglichen Objekte in Dimbach.
Bei der Verfassung der Beschreibungen der einzelnen Objekte wurden im Wesentlichen die Informationen der Homepage von Dimbach verwendet.

## Denkmäler
| Foto |                 | Denkmal | Standort                           | Beschreibung | Metadaten |
| ---- | --------------- | --- | ---------------------------------- | --- | --- |
| ja   | Datei hochladen | Kath. Pfarr- und Wallfahrtskirche Mariae Himmelfahrt (Maria am Grünen Anger) HERIS-ID: 6096 Objekt-ID: 1971 | Dimbach Standort KG: Dimbach       | Die Wallfahrtskirche „Maria am grünen Anger“ ist ein dreischiffiger, spätgotischer Bau. Darin befindet sich ein barocker Hochaltar mit einer lebensgroßen Marienstatue vermutlich aus dem Jahre 1450 mit dem Jesuskind auf dem Arm. Weitere Kunstschätze der Kirche sind ein Gemälde mit der Herabkunft des Hl. Geistes sowie die nach einem Sohn der Gemeinde benannten Franz-Xaver-Müller-Orgel. | BDA-Hist.: Q37875871 Status: § 2a Stand der BDA-Liste: 2025-06-30 Name: Kath. Pfarr- und Wallfahrtskirche Mariae Himmelfahrt (Maria am Grünen Anger) GstNr.: .1 Pfarrkirche in Dimbach |
| BW   | Datei hochladen | Bauernhof Lumesberger HERIS-ID: 6100 Objekt-ID: 1975seit 2017                                               | Dimbach 3 Standort KG: Dimbach     | | BDA-Hist.: Q37876153 Status: Bescheid Stand der BDA-Liste: 2025-06-30 Name: Bauernhof Lumesberger GstNr.: .7, 3827/3                                                                   |
| ja   | Datei hochladen | Bildstock HERIS-ID: 6097 Objekt-ID: 1972                                                                    | bei Dimbach 4 Standort KG: Dimbach | Der Bildstock aus Granit befindet sich westlich der Wallfahrtskirche Maria am grünen Anger in Dimbach. | BDA-Hist.: Q37875944 Status: § 2a Stand der BDA-Liste: 2025-06-30 Name: Bildstock GstNr.: 3827/2 Bildstock in Dimbach                                                                  |